# Georges Lentz

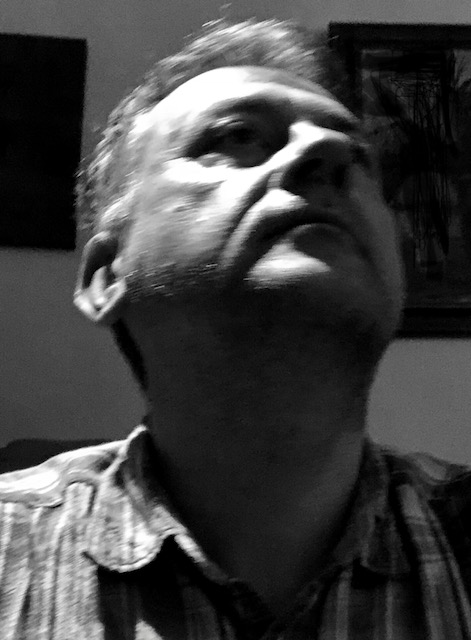
Georges Lentz (2018)

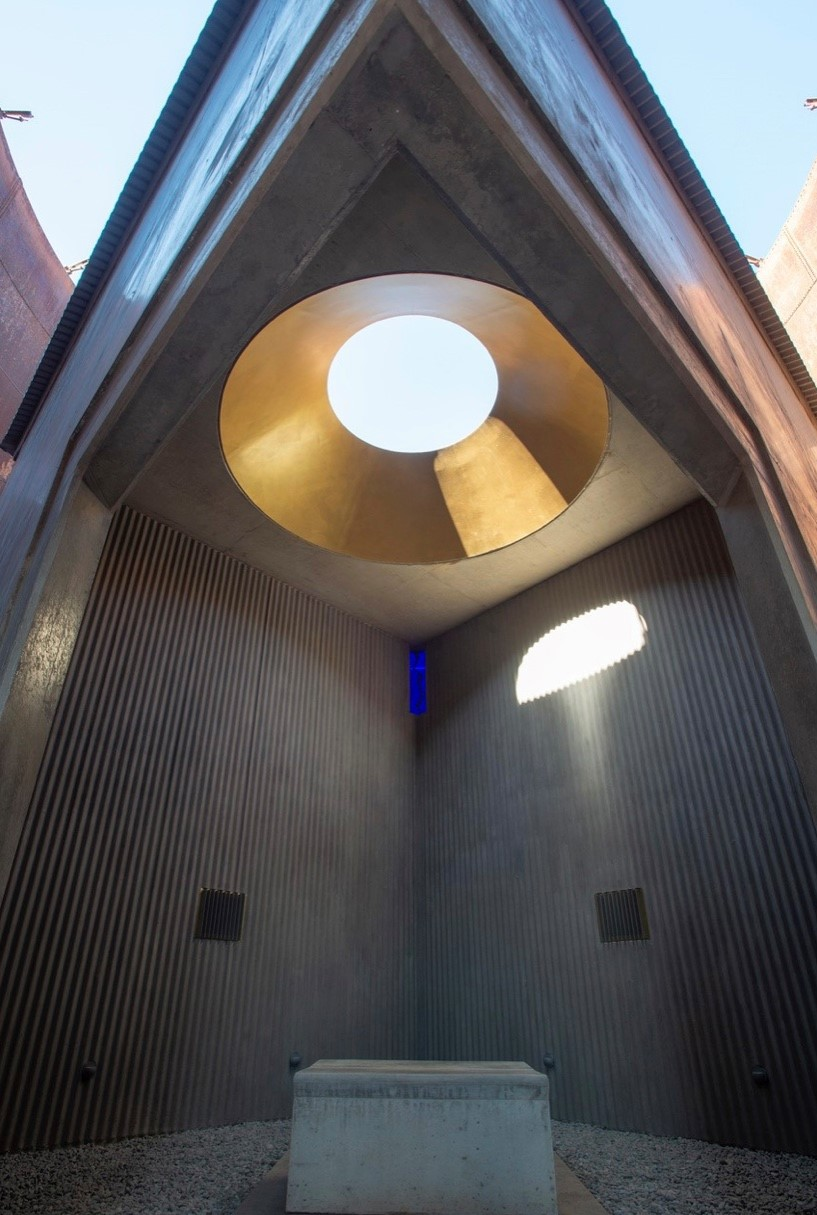
Cobar Sound Chapel

Georges Lentz (* 22. Oktober 1965 in Luxemburg) ist ein in Sydney (Australien) und Berlin lebender luxemburgischer Komponist und Klangkünstler.

## Leben
Lentz studierte von 1983 bis 1990 Musik am Pariser Konservatorium und an der Musikhochschule Hannover und lebt seit 1990 in Australien. 2012–2013 war er Stipendiat des Internationalen Künstlerhauses Villa Concordia in Bamberg. Georges Lentz lebt zurückgezogen, schreibt sehr wenig und nimmt nur sehr selten Kompositionsaufträge an. Er verbringt stets einen Teil des Jahres in Berlin.
Lentz arbeitet seit 1989 an einem Caeli enarrant.. („Die Himmel erzählen…“ - Psalm 19) betitelten Werkzyklus. Sein Orchesterwerk Guyuhmgan wurde 2002 bei der „Tribune Internationale des Compositeurs“ der UNESCO in Paris ausgezeichnet. Lentz schreibt selten neue Werke. Seine vorerst letzten Werke sind ein Bratschenkonzert für Tabea Zimmermann, Monh, welches von dieser im Juli 2005 uraufgeführt wurde, ein einstündiges Werk für Solo-E-Gitarre, Ingwe (2003–2009) für den jungen australischen Gitarristen Zane Banks, sowie Jerusalem (after Blake) (2011–2016) für
Orchester und Elektronik.
Seine Musik wurde von führenden Orchestern (u. a. Deutsches Symphonie-Orchester Berlin, Gürzenich-Orchester Köln, Bamberger Symphoniker, Düsseldorfer Symphoniker, ORF Radio-Symphonieorchester Wien, Nederlands Radio Filharmonisch Orkest, Warschauer Philharmoniker, BBC Symphony Orchestra London, Hallé-Orchester Manchester, BBC National Orchestra of Wales, Saint Louis Symphony Orchestra, Tokyo Metropolitan Symphony Orchestra, New Japan Philharmonic, Sydney Symphony Orchestra, Melbourne Symphony Orchestra) aufgeführt.
Im April 2022 wurde die Cobar Sound Chapel eröffnet, eine permanente Klanginstallation seines 43-stündigen digitalen Werks String Quartet(s) (2000–2023) in der australischen Wüste.
Die Uraufführung des Violinkonzerts to beam in distant heavens... für und mit Arabella Steinbacher fand im April 2023 mit dem Sydney Symphony Orchestra im Sydney Opera House statt.